# Sceliphron asiaticum
Sceliphron asiaticum là một loài côn trùng cánh màng trong họ Sphecidae, thuộc chi Sceliphron. Loài này được Linnaeus miêu tả khoa học đầu tiên năm 1758.